# SV Walbeck
Der SV Walbeck (offiziell: Sportverein Walbeck 1913 e. V.) ist ein Sportverein aus dem Gelderner Stadtteil Walbeck im Kreis Kleve. Die erste Fußballmannschaft der Frauen spielt seit dem Aufstieg im Jahre 2023 in der Regionalliga West.

## Geschichte
Der Verein wurde im Jahre 1913 gegründet und hat über 1200 Mitglieder. Neben Fußball bietet der Verein noch Tischtennis und Breitensport an.

### Frauenfußball
Die Frauenmannschaft schaffte nach mehreren Jahren auf Kreisebene im Jahre 2004 den Aufstieg in die Landesliga. Dort wurden die Walbeckerinnen in den Jahren 2005, 2006 und 2008 jeweils Vizemeister, bevor im Jahre 2009 schließlich der Aufstieg in die Niederrheinliga gelang. Auch dort erreichte die Mannschaft in den Jahren 2014 und 2017 jeweils die Vizemeisterschaft, bevor die Walbeckerinnen durch die Meisterschaft in der Saison 2022/23 in die Regionalliga West aufstiegen. Nach nur einer Saison folgte der direkte Wiederabstieg. In der Saison 2024/25 errangen die Walbeckerinnen zwar die Meisterschaft in der Niederrheinliga, verzichteten aber auf den Aufstieg in die Regionalliga.
Der SV Walbeck gewann im Jahre 2017 den Niederrheinpokal durch einen 5:2-Finalsieg über den Düsseldorfer CfR links. Dadurch qualifizierten sich die Walbeckerinnen für den DFB-Pokal 2017/18, wo die Mannschaft in der ersten Runde mit 0:1 beim 1. FC Riegelsberg unterlag. 

### Männerfußball
Die Männermannschaft stieg im Jahre 2004 aus der Landesliga ab, schafften aber bereits zwei Jahre später den Wiederaufstieg. Im Jahre 2009 stiegen die Walbecker erneut in die Bezirksliga ab und verpassten zwei Jahre später als Vizemeister den Aufstieg. Stattdessen ging es im Jahre 2014 hinunter in die Kreisliga A, wo der direkte Wiederaufstieg gelang. Zurück in der Bezirksliga kämpfte die Mannschaft stets gegen den Abstieg, der dann 2022 ereilte.

### Tischtennis
Im Jahre 2006 gewann der SV Walbeck in Bad Kreuznach die Deutsche Meisterschaft der Schülerinnen. Zwei Jahre später wurde die Mannschaft in gleicher Besetzung deutscher Meister der Mädchen.

## Persönlichkeiten
- Marith Müller-Prießen
- Jürgen Reuland
- Inka Wesely